# Cephaloleia turrialbana
Cephaloleia turrialbana is een keversoort uit de familie van de bladkevers (Chrysomelidae). De wetenschappelijke naam van de soort werd in 1930 gepubliceerd door Erich Leo Ludwig Uhmann.